# Prehistorie van Tunesië

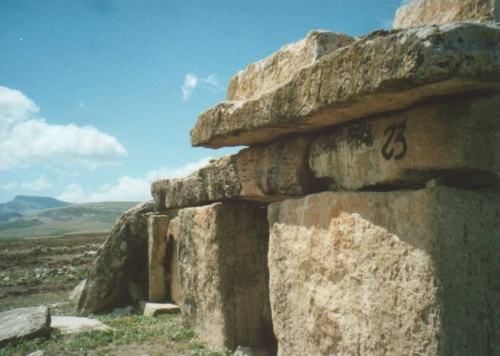
megalithische monumenten van Ellès, bronstijd

De prehistorie van Tunesië beslaat de periode van de eerste aanwezigheid van vroege mensen (geslacht Homo) tot de Fenicische kolonisatie.

## Early Stone Age
Hoewel het aannemelijk is, gezien vondsten in omringende landen, dat Tunesië al tijdens het Oldowan door vroege mensen bewoond werd, zijn hiervoor geen directe bewijzen gevonden.
Er zijn verschillende Acheuléen-afzettingen ontdekt in het land, waaronder:
- El Mekta en Redeyef, in de buurt van Gafsa, inclusief afslagen, choppers en vuistbijlen
- Sidi Zine, in de buurt van El Kef, gekenmerkt door de aanwezigheid op drie niveaus van chopping tools, vuistbijlen, enkelzijdige punten en vooral cleavers

## Middle Stone Age

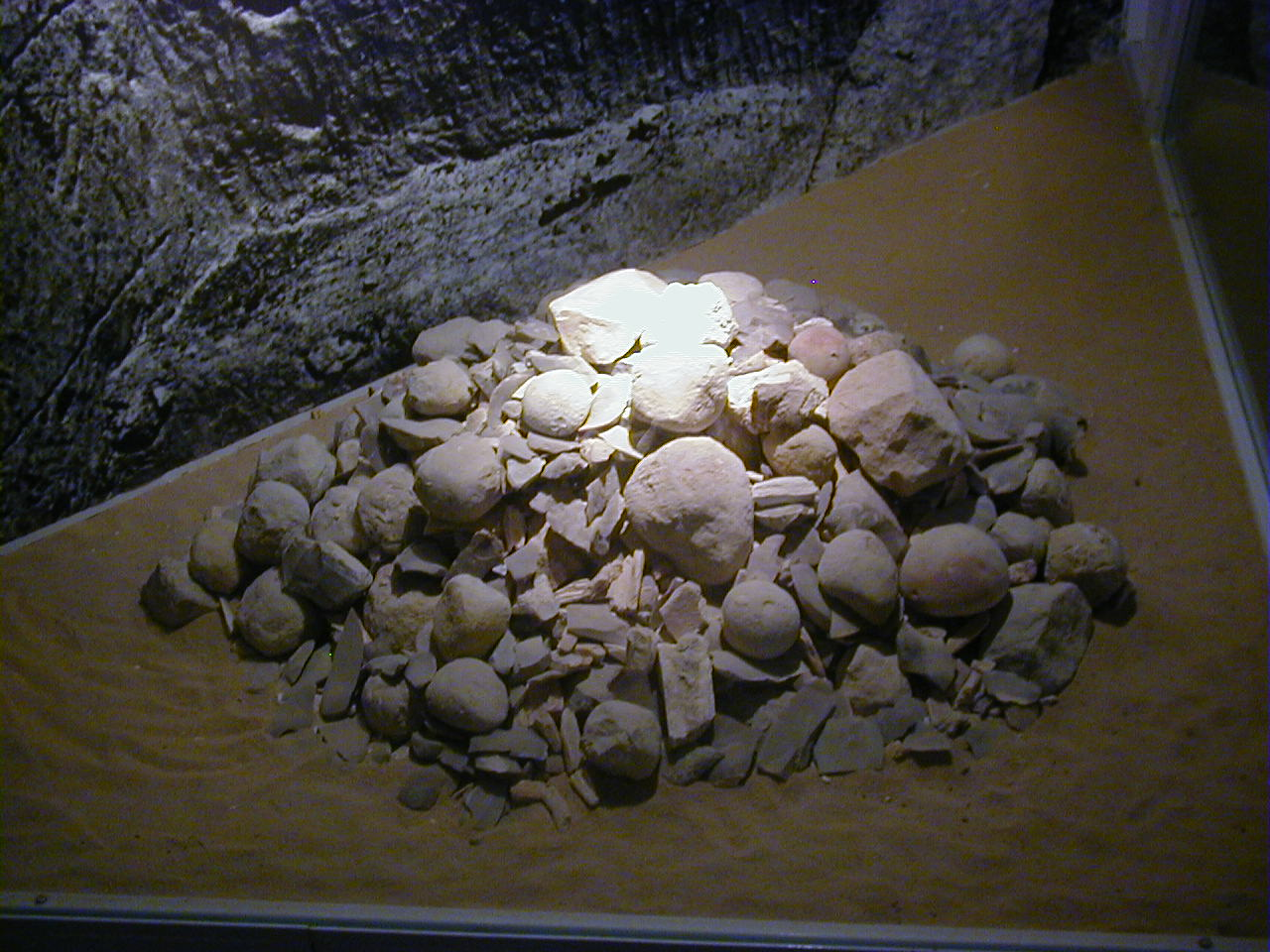
Hermaïon d’El Guettar in het musée national du Bardo, Middle Stone Age

De eerste sporen van moderne mensen in Tunesië dateren uit de Afrikaanse Middle Stone Age. Twintig kilometer ten oosten van Gafsa, in het oasedorp van El Guettar, verzamelde zich toen een groepje nomadische jagers en verzamelaars. Michel Gruet, de archeoloog die de plaats ontdekte, merkte op dat deze nomaden dadels aten waarvan hij in de omgeving van de nu opgedroogde bron stuifmeel terugvond. Op de archeologische vindplaats zelf is een berg gevonden van 4000 in sferoïden gesneden vuurstenen die in een driehoek van 75 centimeter hoog en met een diameter van 130 centimeter zijn opgestapeld. Deze stenen doen denken aan botten van bokken en geiten, aan tanden van zoogdieren, aan voorwerpen van vuursteen en Aterién-punten. Dit bijna 40.000 jaar oude, rond de jaren ’50 ontdekte bouwwerk wordt wel beschouwd als het oudst bekende religieuze monument van de mensheid. Gruet zag hierin een offer aan de nabijgelegen bron en een teken van godsdienstige en magische gevoelens. De plek is bekend onder de naam Hermaïon d’El Guettar, een naam die verwijst naar de stenen die door de Olympische goden bij de dood van de reus Argos naar de voeten van Hermes werden gegooid. Op die manier spraken de goden zich uit voor de onschuld van Hermes.

## Epipaleolithicum

Ibéromaurusien
Capsien

### Ibéromaurusien
Vanaf 25.000 jaar geleden vond er een migratie vanuit West-Azië plaats langs de Noord-Afrikaanse kust. Hier ontstond de cultuur van het Ibéromaurusien, verdeeld over de kuststrook en relatief gezien klein in Tunesië. De bevolking was van een robuust mensentype, Mechta-Afalou genaamd.

### Capsien
Vanaf omstreeks 10.000 v.Chr. volgde een nieuwe migratie en ontstond het Capsien. De naam is bedacht door Jacques de Morgan en is afgeleid van het Latijnse Capsa, waar de naam van het huidige Gafsa weer vandaan komt. Morgan definieerde het Capsien als een cultuur die bestond van het laatpaleolithicum tot aan het neolithicum, een periode bestrijkend van de 8e tot de 5e eeuw voor Christus. Volgens Charles-André Julien vormden de "Protomediterranen uit het Capsien" de basis van de huidige bevolking van de Maghreb. Zo had volgens Gabriel Camps een groep archeologen skeletten uit het Capsien gelaten voor wat ze waren, omdat ze dachten dat het ging om recent begraven personen: "Een van deze schedels verbleef zelfs enige tijd bij het strafhof van Aïn M'lila, een klein stadje in het oosten van Algerije, omdat men dacht dat het om een illegaal begraven moordslachtoffer ging!", aldus Camps.
Behalve van steen en vuursteen maakten de mensen uit het Capsien verschillende gereedschappen van been, waaronder naalden om kleding te maken van dierenhuid. Op de in 1907 door Morgan en Louis Capitan ontdekte vindplaats van El Mekta werden enkele centimeters hoge kalksculpturen gevonden met menselijke vormen. De gevonden rotstekeningen zijn vaak abstract, hoewel op sommige wat onhandig geschetste dieren te zien zijn.

## Neolithicum
In het in deze regio laat begonnen neolithicum (4500 tot ongeveer 2500 v.Chr.) werd de aanwezigheid van de mens beïnvloed door de vorming van de Sahara, die zijn huidige klimaat bereikte. 

## Bronstijd

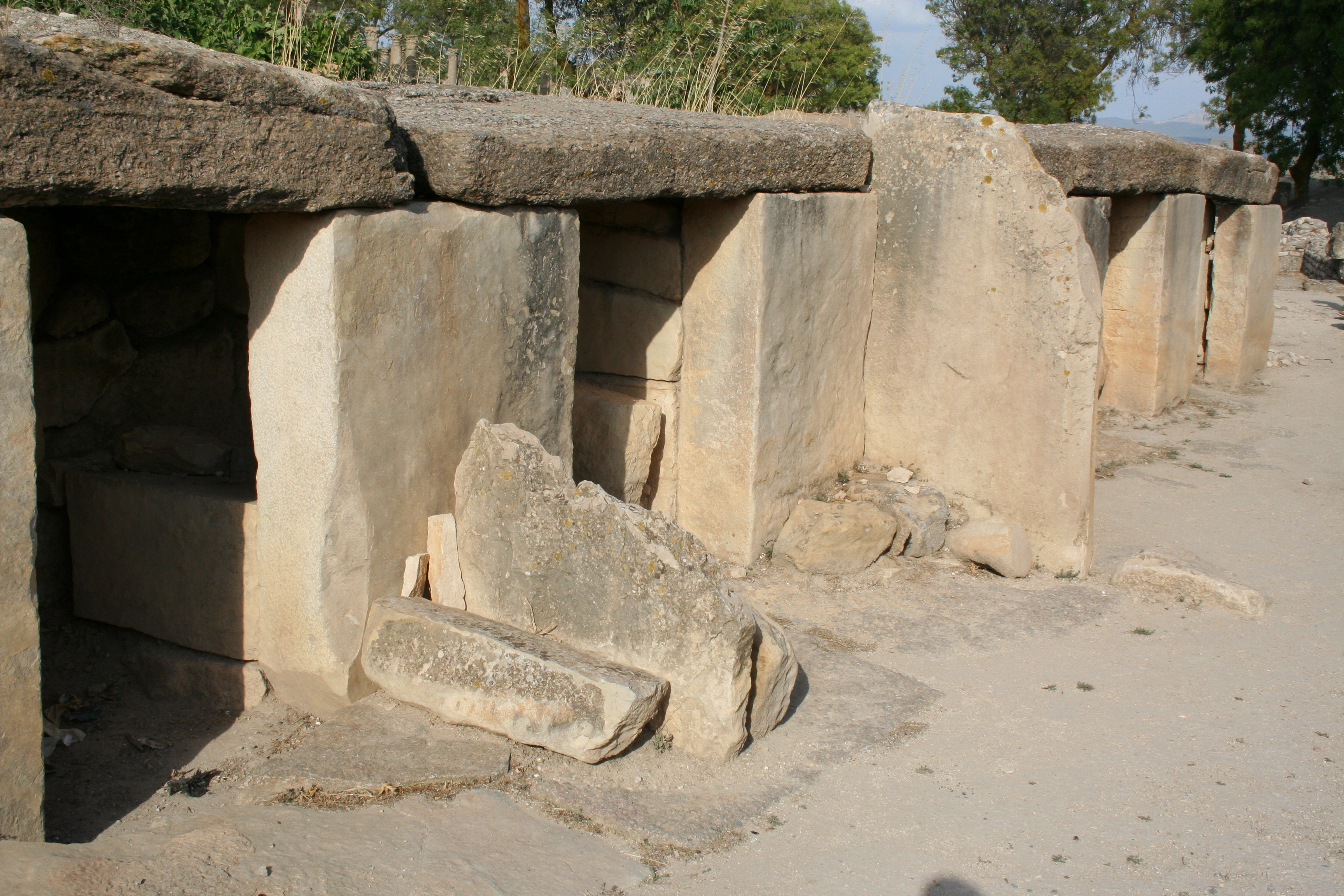
megalieten van Makthar

In het 3e millennium v.Chr. verspreidden proto-Berbersprekers zich over een gebied van Egypte tot Marokko. 
Er zijn aanwijzingen dat na de ineenstorting van de tempelcultuur van Malta ongeveer 2500 v.Chr. groepen het eiland verlieten en zich in Tunesië vestigden, getuige de megalithische monumenten van Ellès en soortgelijke bouwwerken in het gouvernement Siliana.

### Fenicische kolonisatie
In de bronstijd was er voor het eerst contact tussen de Feniciërs van Tyrus, de toekomstige Carthagers, die de Punische beschaving stichtten, en de autochtone bevolking van het huidige Tunesië, waarvan de Berbers een wezenlijk onderdeel uit zijn gaan maken.
De overgang van prehistorie naar historie werd vooral gekenmerkt door de inbreng van Fenicische volken, hoewel de oude manier van leven nog enige tijd bleef bestaan naast die van de nieuwkomers. 